# José Ariztimuño Olaso
José Ariztimuño Olaso (Tolosa, Guipúscoa, 18 de març de 1896 - Hernani, 17 d'octubre de 1936), també conegut pel pseudònim Aitzol, fou un sacerdot, escriptor i periodista basc. Ariztimuño va destacar com a impulsor del conreu literari de la llengua basca i com a activista del nacionalisme basc.
Va ser ordenat sacerdot el 1922 i primerament es va dedicar a la propaganda missional. A partir del 1927, però, va centrar la seua activitat en l'impuls de l'anomenat Renaixement de la literatura basca (Euskal Pizkundea). Va ser un dels impulsors de l'associació Euskaltzaleak ("amics d'allò basc") i la va dirigir a partir del 1930. Altres iniciatives van ser la creació del diari El Día a Sant Sebastià i la de diversos certàmens literaris com ara els Dies de la poesia basca, els Dies del Bertsolari i el Dia del Teatre Basc. Va encarregar al poeta Nicolás Ormaetxea, Orixe, l'escriptura d'un poema èpic basc, que es concretaria en el poema Euskaldunak ("Els bascos").
Després de l'inici de la Guerra Civil espanyola, Aristimuño es va refugiar a Lapurdi, a l'Estat Francés. Posteriorment, va decidir embarcar-se cap a Bilbao, però el seu vaixell va ser interceptar per les tropes franquistes i Aitzol fou traslladat a Pasaia i després a la presó d'Ondarreta, on va ser torturat. Va morir afusellat el 16 d'octubre de 1936 al cementiri d'Hernani.